# 烷基二甲基氯化銨
烷基二甲基氯化銨（Alkyl Dimethyl Ammonium Chloride，簡寫作ADAC）是一種可用作相转移催化剂的季铵盐有機化合物。常見的有：
- 十二烷基二甲基苄基氯化铵：
- 十二烷基三甲基氯化銨：
- 十四烷基二甲基苄基氯化铵：表面活性剂、染料等；
- 十六烷基二甲基苄基氯化铵：
- 十六烷基三甲基氯化铵：
- 十八烷基二甲基苄基氯化铵：用於配制毛发柔软调理剂、染发剂等；
- 苯扎氯銨（Benzalkonium Chloride）：可作滅菌滅藻劑用。